# Nim Sogn
Nim Sogn er et sogn i Them-Nørre Snede-Brædstrup Provsti (Århus Stift).
I 1800-tallet var Underup Sogn anneks til Nim Sogn. Begge sogne hørte til Nim Herred i Skanderborg Amt. Nim-Underup sognekommune blev ved kommunalreformen i 1970 indlemmet i Horsens Kommune.
I Nim Sogn ligger Nim Kirke.
I sognet findes følgende autoriserede stednavne:
- Brestenbro (bebyggelse)
- Nim (bebyggelse, ejerlav)
- Nim Skov (areal)
- Porskær (bebyggelse)
- Sletkær (bebyggelse)